# Investigação do Tribunal Penal Internacional na Geórgia
A Investigação do Tribunal Penal Internacional na Geórgia é uma investigação do Tribunal Penal Internacional (TPI) aberta motu proprio sobre a Situação na Geórgia, em 27 de Janeiro de 2016, para investigar crimes de guerra e crimes contra a humanidade que possam ter ocorrido na Ossétia do Sul e arredores, no contexto de um conflito armado internacional entre a Geórgia e a Rússia entre 1 de julho e 10 de outubro de 2008. A fase de investigação foi anunciada como concluída em 16 de dezembro de 2022. Durante a mesma, três autoridades de alto escalão do governo da Ossétia do Sul, apoiado pelos russos - que permaneciam foragidos na época da divulgação — foram sujeitos a mandados de prisão por crimes cometidos contra civis georgianos. O quarto suspeito, um importante general russo, não foi indiciado porque morreu em 2021.

## Exame preliminar
A Geórgia é um Estado parte do Estatuto de Roma do Tribunal Penal Internacional (TPI). O Gabinete do Procurador do TPI anunciou o exame preliminar da situação na Geórgia em 14 de Agosto de 2008, pouco depois de um acordo de cessar-fogo ter sido alcançado num conflito que opôs a Rússia e os separatistas da Ossétia do Sul apoiados pelos russos contra a Geórgia.  As hostilidades foram acompanhadas de recriminações mútuas de crimes de guerra por todas as partes envolvidas, nomeadamente a Geórgia e vários grupos de direitos humanos alegando ataques de base étnica e deslocamento forçado de civis georgianos, e a Rússia, acusando as forças georgianas de atacar tropas russas que tinham sido destacadas na área como forças de manutenção da paz ao abrigo de um acordo de paz anterior.
Na sua análise preliminar, o Gabinete do Procurador recolheu informações sobre alegados crimes atribuídos às três partes envolvidas no conflito armado, especificamente crimes que podem ter ocorrido na Ossétia do Sul e em torno dela, no território incontestável da Geórgia temporariamente ocupado pela Rússia, tais como assassinato, transferência forçada de população e perseguição, bem como ataques contra a população civil, homicídios deliberados, ataques direcionados intencionalmente contra forças de manutenção da paz, destruição de propriedade e pilhagem.

## Investigação
Em 8 de outubro de 2015, a Presidência do TPI atribuiu a investigação da Situação na Geórgia à Câmara de Instrução I, composta por três juízes: Péter Kovács, Reine Alapini-Gansou e Socorro Flores Liera. A Procuradora Fatou Bensouda apresentou à Câmara de Pré-Julgamento um pedido de autorização para abertura de inquérito sobre a situação em 13 de outubro de 2015. Em 27 de janeiro de 2016, a Câmara de Pré-Julgamento I deferiu o pedido da Procuradora para abrir uma investigação motu proprio na situação na Geórgia. Após vários meses de advocacia ativa, o Escrivão do TPI visitou a Geórgia e anunciou a abertura do escritório local em Outubro de 2017. O escritório inicialmente estava fortemente subcontratado e o seu trabalho foi afetado pela falta de experiência da região, bem como pelas turbulências políticas na Geórgia. 

## Mandados de prisão

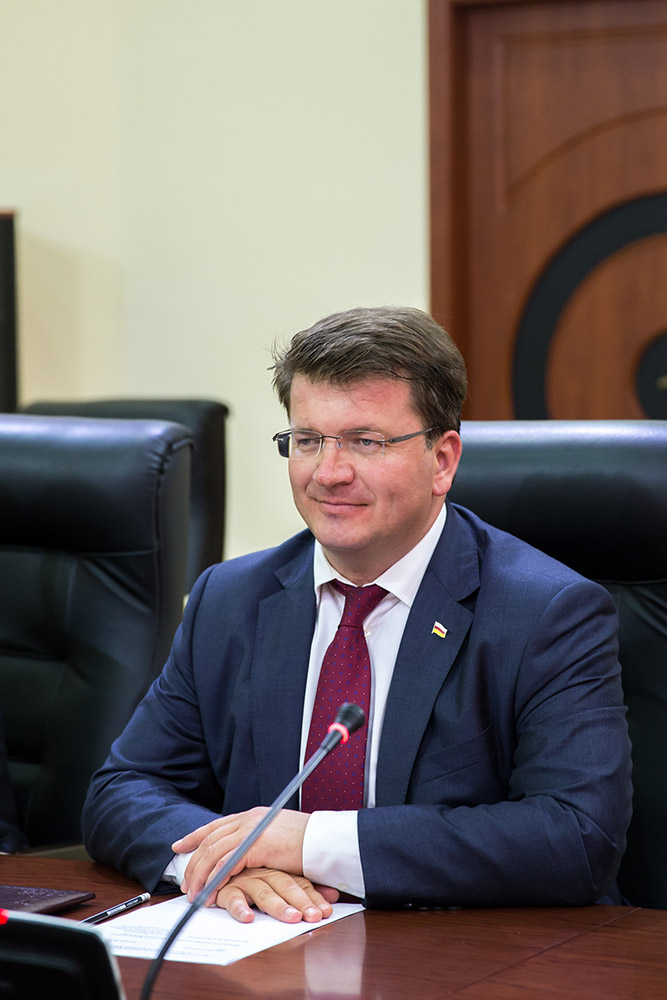
David Sanakoev, um dos três indiciados do TPI pela investigação na Geórgia

Em 30 de junho de 2022, com base nas provas recolhidas durante a investigação, a Câmara de Pré-Julgamento do TPI emitiu mandados de detenção para três autoridades de facto da Ossétia do Sul consideradas serem responsáveis por crimes de guerra cometidos durante a guerra de 2008 — Mikhail Mindzaev, Gamlet Guchmazov e David Sanakoev, respectivamente, ocupando os cargos de Ministro da Administração Interna, chefe de um centro de detenção em Tskhinvali, e Representante Presidencial para os Direitos Humanos da Ossétia do Sul, no período em causa.

## Conclusão da fase de inquérito
Em 16 de dezembro de 2022, Karim Ahmad Khan, Procurador do TPI, anunciou a conclusão da fase de investigação de seis anos sobre a situação na Geórgia. A declaração confirmou que as três autoridades da Ossétia do Sul foram indiciados por "confinamento ilegal, tortura e maus-tratos, tomada de reféns e subsequente transferência ilegal de civis de etnia georgiana no contexto de uma ocupação pela Federação Russa". Os três homens permaneciam foragidos naquele momento. Além disso, um alto comandante russo, o major-general Vyacheslav Borisov, "acredita-se que tenha contribuído intencionalmente para a execução de alguns desses crimes", mas não foi indiciado por ter morrido. O Procurador observou que os crimes mencionados eram “representativos de um padrão mais amplo de criminalidade que incluía a pilhagem e destruição generalizada de aldeias e casas georgianas e a negação do regresso de quase toda a população georgiana da região de Tskhinvali”.
Karim Ahmad Khan também revelou que, devido à falta de qualquer mudança significativa nas circunstâncias, o Ministério Público não prosseguiria novas linhas de investigação sobre a responsabilidade de outras pessoas ou sobre outra conduta no âmbito da situação na Geórgia. Esta foi a primeira vez que o Escritório decidiu concluir a fase de investigação dos trabalhos em relação a uma situação tratada pelo Tribunal. O Procurador enfatizou que os esforços do TPI na Geórgia estavam "longe de terminar", uma vez que os indivíduos sujeitos a mandados de detenção ainda não tinham sido processados com sucesso.

## Nota
- Este artigo foi inicialmente traduzido, total ou parcialmente, do artigo da Wikipédia em inglês cujo título é «International Criminal Court investigation in Georgia».